# Carlo Furlanis
Carlo Furlanis (* 10. März 1939 in Concordia Sagittaria; † 2. Juli 2013 in Pescia) war ein italienischer Fußballspieler. Er war 1964 Teil der bis heute letzten Meistermannschaft des FC Bologna und spielte außerdem für den AC Portogruaro, den AS Bari sowie den FC Empoli.

## Karriere
Carlos Furlanis, geboren 1939 in Concordia Sagittaria in der Provinz Venedig im Norden Italiens, begann mit dem Fußballspielen beim Verein AC Portogruaro in der direkten Nachbarschaft. Beim damals viertklassigen Klub agierte Furlanis eine Spielzeit lang in der Verteidigung und machte auch größere Vereine auf sich aufmerksam.
So kam es, dass er 1960 zum FC Bologna wechselte, damals eine der Topadressen des italienischen Fußballs. Zunächst hatte der junge Verteidiger zwar Probleme, sich einen Stammplatz beim Serie-A-Verein zu erkämpfen, mit der Zeit gelang ihm dies jedoch. Und auch die Leistungen der Mannschaft des FC Bologna wurden besser, je weiter die 1960er-Jahre voranschritten. Nach einigen Platzierungen im Mittelfeld der höchsten italienischen Spielklasse gelang in der Saison 1963/64 der große Wurf. Nach Ende aller Spieltage stand die Mannschaft von Trainer Fulvio Bernardini, in der unter anderem Spieler wie etwa der dänische Angreifer Harald Nielsen, Deutschlands Legionär Helmut Haller oder der legendäre Kapitän Giacomo Bulgarelli vertreten waren, auf dem ersten Platz in der Serie A, allerdings punktgleich mit dem Inter Mailand von Helenio Herrera. Da damals die Tordifferenz noch nicht beachtet wurde, musste ein Entscheidungsspiel über den italienischen Fußballmeister der Saison 1963/64 entscheiden. In diesem setzte sich Bologna am 7. Juni 1964 in Rom mit 2:0 durch und sicherte sich den siebten Gewinn der Meisterschaft. Bis heute stellt dieser Meistertitel den letzten für den Verein aus dem Stadio Renato Dall’Ara dar. Carlos Furlanis war an der Meisterschaft durchaus erheblich beteiligt. Der Verteidiger absolvierte jedes einzelne Saisonspiel und stand auch im Entscheidungsspiel auf dem Platz.
Furlanis blieb bis 1969 beim FC Bologna und brachte es in diesen neun Jahren auf 199 Ligaspiele mit vier Torerfolgen für den emilianischen Klub. 1969 schloss er sich dem AS Bari an, wo er in zwei Jahren bis 1971 auf vierzig Einsätze im Ligabetrieb kam, allerdings ohne Torerfolg. In der Serie A 1969/70 musste man als Tabellensechzehnter den Abstieg hinnehmen, in der folgenden Zweitligasaison misslang dann der direkte Wiederaufstieg und es folgte für Bari über ein Jahrzehnt Zweit- und Drittligafußball. Carlo Furlanis ging 1971 zum FC Empoli, wo er noch ein Jahr lang spielte, aber nur noch dreimal zum Einsatz kam. 1972 beendete der Abwehrspieler seine fußballerische Laufbahn dann im Alter von 33 Jahren.
Zu einem Länderspiel kam Carlos Furlanis nie. Einzig für die italienische U23-Nationalmannschaft spielte er einmal. Am 8. April 1964 stand er im Aufgebot dieser Nationalmannschaft, die in Verona 1:1 gegen Belgien spielte.
Nach dem Ende seiner aktiven Laufbahn lebte Furlanis in seiner venetischen Heimatstadt. Am 2. Juli 2013 starb er 74-jährig in Pescia an einem Lungenleiden.

## Erfolge
- Italienische Meisterschaft: 1×

1963/64 mit dem FC Bologna
- Mitropapokal: 1×

1962 mit dem FC Bologna